# Meroktenos thabanensis
Meroktenos thabanensis es la única especie conocida del género extinto Meroktenos de  dinosaurio saurisquio sauropodomorfo que vivió a finales del período Triásico, hace aproximadamente 216 a 201 millones de años durante el Noriense y el Rhaetiense, en lo que ahora es África.

## Descripción

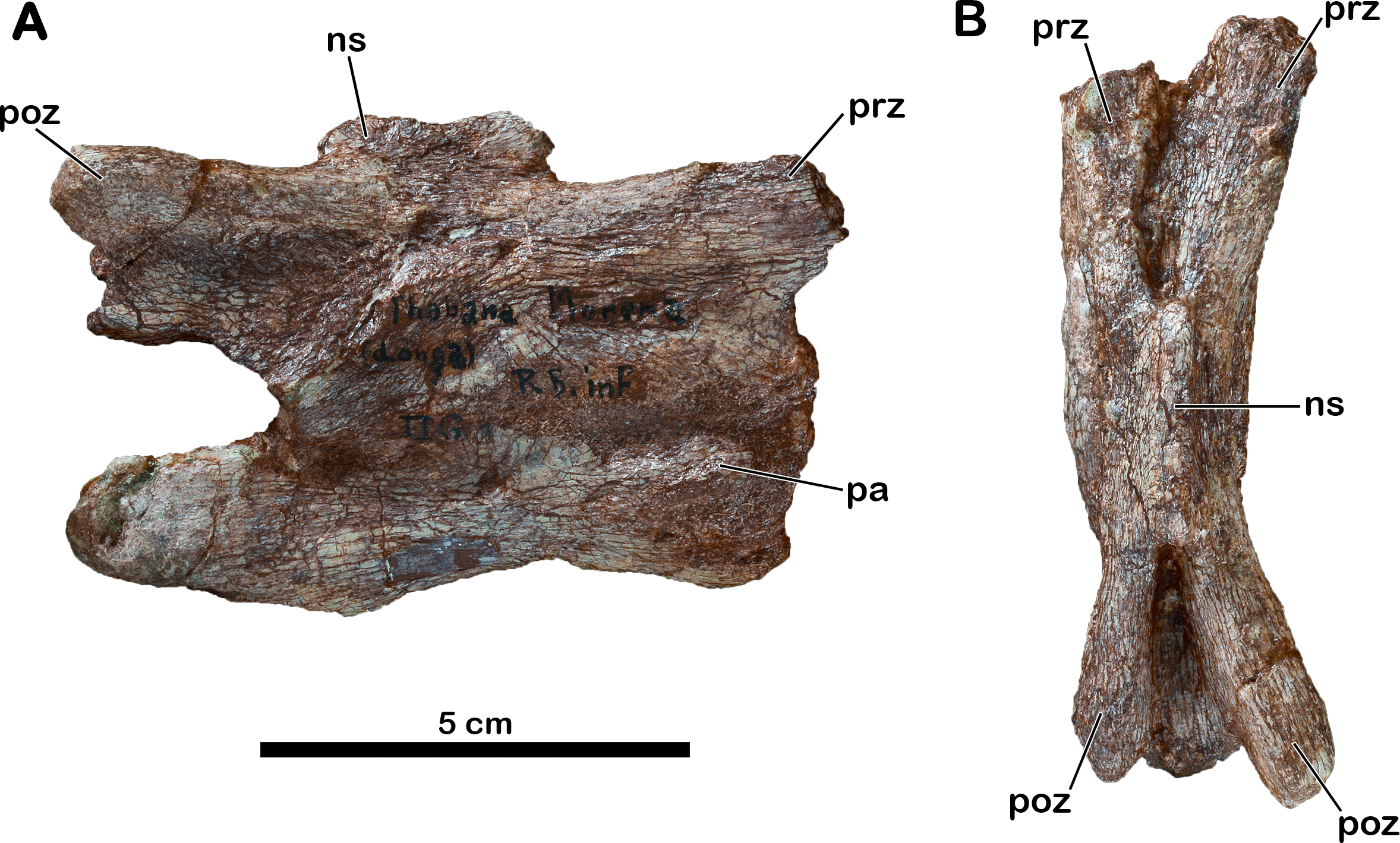
Vértebra caudal.

Meroktenos tenía una longitud del fémur de cerca de 48 cm, lo que sugiere que su longitud corporal sería de unos 4 m. 
En 2016, se proporcionó una lista revisada de rasgos distintivos. La altura de la hoja del ilion, medida desde el punto más alto del antitrocánter hasta el borde superior de la hoja corresponde al 60 % de la longitud total del ilion, incluyendo los pedúnculos. La hoja posterior del ilion es de apariencia aproximadamente triangular en vista lateral. El fémur es muy compacto con un índice de robustez de 2.09, correspondiente a la longitud dividida por la circunferencia del eje. El fémur tiene un eje recto tanto en las vistas frontal como lateral. El eje del fémur es notoriamente más ancho transversalmente que en vista lateral, con una proporción de 1.58. En la parte posterior del eje del fémur, el cuarto trocánter se orienta de manera oblicua, corriendo desde la cara interna y superior hasta la cara externa e inferior.

## Descubrimiento e investigación
En 1959, François Ellenberger, Paul Ellenberger, Jean Fabre y Leonard Ginsburg descubrieron el espécimen tipo de este género, un fémur y otros huesos, al sur de la villa de Thabana Morena. En 1962 estos restos fueron sujetos de una tesis por D. Costedoat. Sin embargo, la localidad exacta en que se descubrieron los huesos sigue siendo desconocida. En 1993, François-Xavier Gauffre asignó estos restos a una segunda especie de Melanorosaurus como Melanorosaurus thabanensis. La descripción era provisional, y en 1997 el fósil fue descrito con mayor detalle en una publicación de Jacques van Heerden y Peter Malcolm Galton. El nombre de la especie se refiere al sitio Thabana-Morena en Lesoto.

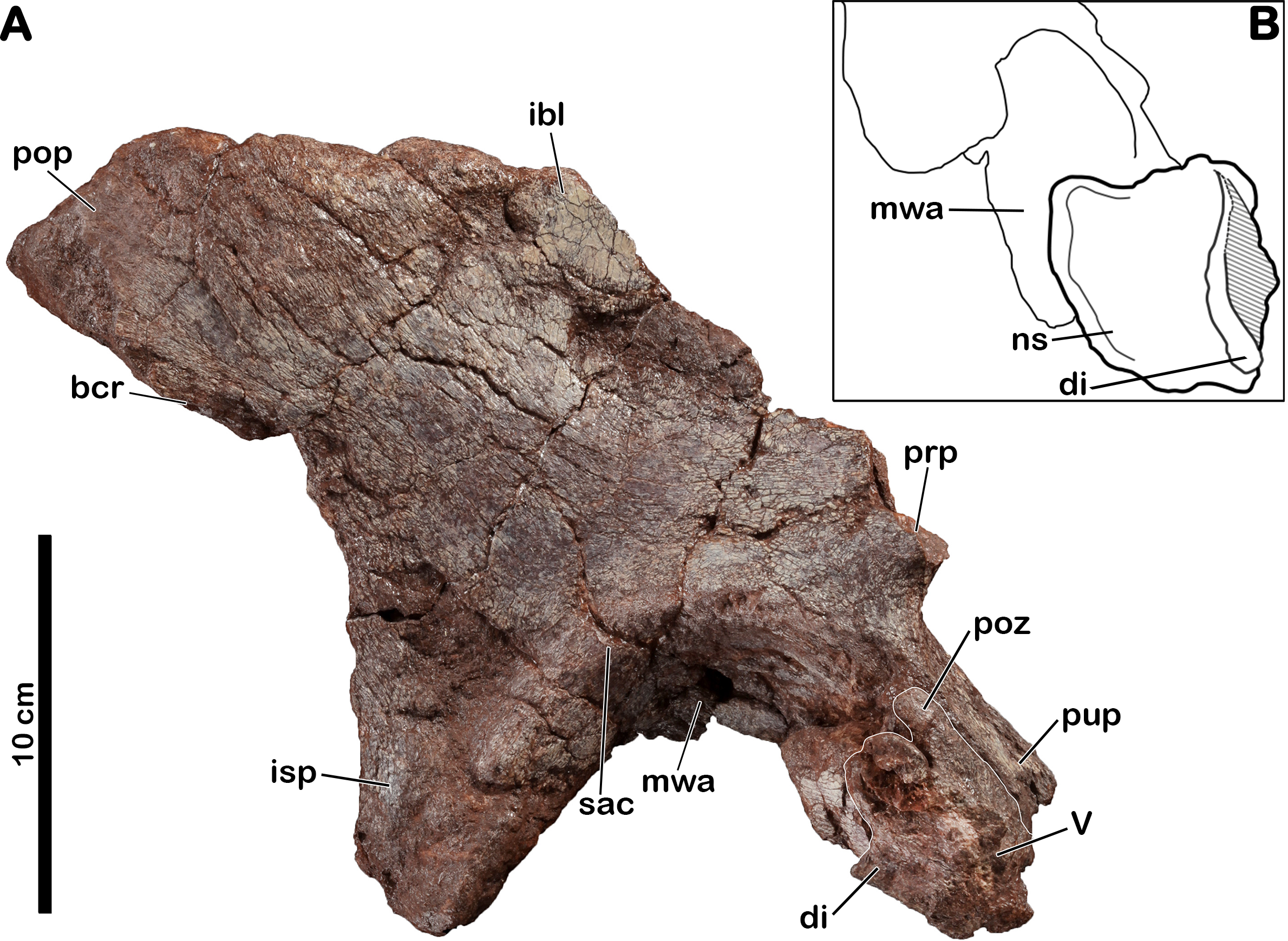
Ilion.

Gauffre asumió que el espécimen había sido hallado en la parte superior de la Formación Elliot de Lesoto, que data de las épocas del Hettangiense al Sinemuriense y que por tanto era cerca de 20 millones de años más reciente que Melanorosaurus readi. En 1996, corrigió la datación a la parte inferior de la Formación Elliot del Triásico Superior en su disertación sin publicar. Además refirió el fémur a un nuevo género y especie, "Kholumolumosaurus ellenbergerorum". Este nombre permaneció como un nomen ex dissertatione sin validez, ya que el nombre nunca sería publicado, adicionalmente el material tipo de esta especie no coincide con el de M. thabanensis.
En 2016, M. thabanensis fue asignado al género separado Meroktenos por Claire Peyre de Fàbregues y Ronan Allain. El nombre del género es una combinación del término en griego antiguo μηρός, meros, "muslo" y κτῆνος, ktènos, "bestia". La combinación nueva por lo tanto sería Meroktenos thabanensis, y la especie tipo es el nombre original Melanorosaurus thabanensis.
El holotipo, MNHN.F.LES 16, consiste en un fémur derecho, MNHN.F.LES16c, una parte del ilion derecho, con una pieza del arco neural vertebral, MNHN.F.LES16a, un hueso púbico izquierdo, MNHN.F.LES16b y un segundo metatarsiano derecho MNHN.F.LES16d asociado con el esqueleto. En 2016, un nuevo espécimen, MNHN.F.LES351, fue referido a esta especie, consiste en una vértebra cervical, una ulna izquierda y un probable radio izquierdo. Este puede haber pertenecido al mismo individuo que el del holotipo, pero no es posible probarlo rigurosamente.

## Clasificación

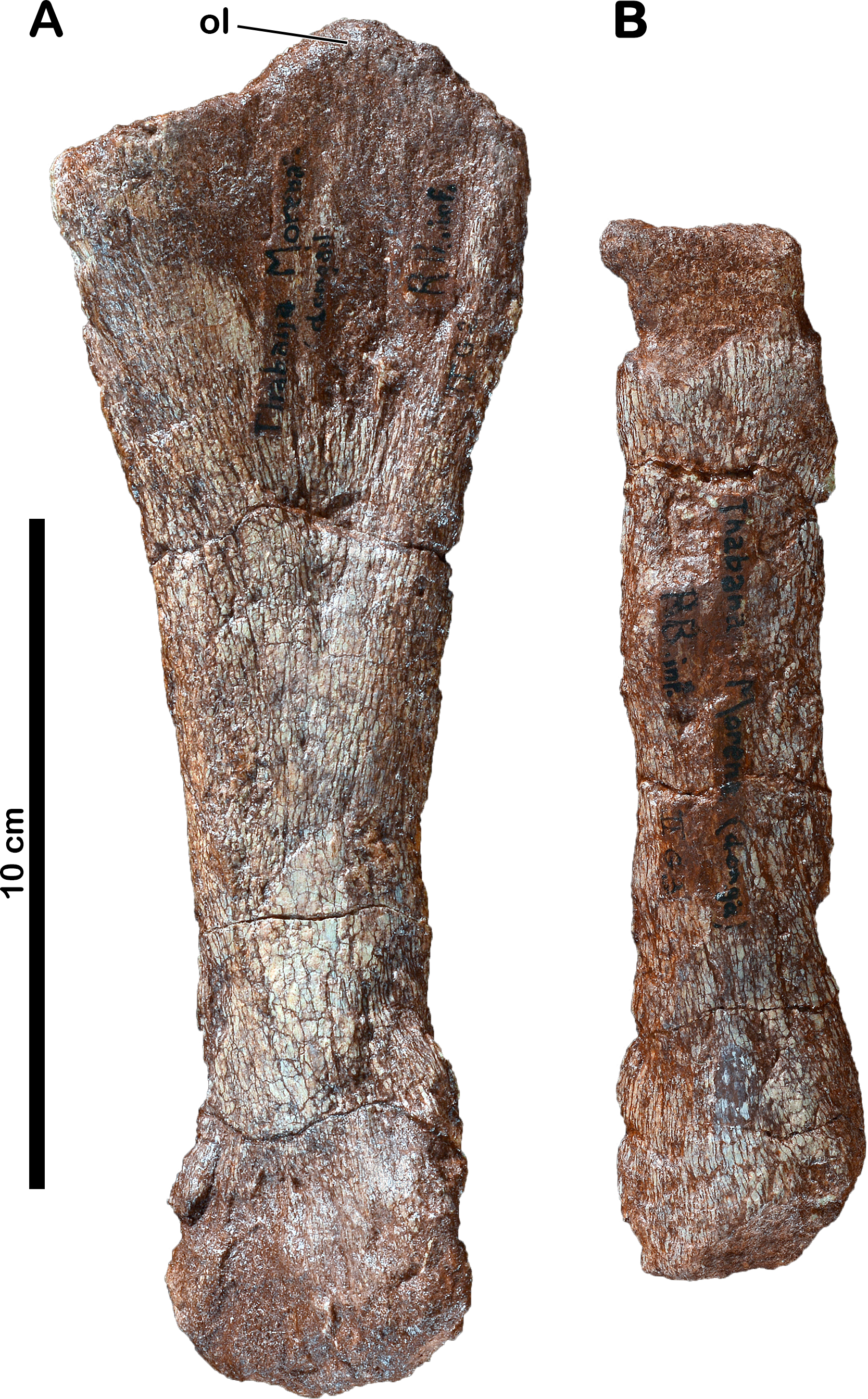
La ulna y el radio del antebrazo.

En 2016, Meroktenos fue situado en Sauropodomorpha, en una posición basal. De acuerdo con un análisis cladístico, Meroktenos forma una politomía con Blikanasaurus y las especies más derivadas, por sobre Aardonyx en el árbol evolutivo y por debajo una politomía que incluye a  Melanorosaurus y a Antetonitrus.

## Paleobiología
El ancho relativo transversal del fémur, la excentricidad, es notablemente alta para un animal tan pequeño. Estas proporciones eran conocidas anteriormente solo en los miembros de los Sauropoda y se consideraba que era una adaptación a sus enormes pesos corporales. Debido a que el holotipo probablemente no corresponde a un animal joven y es improbable que haya alcanzado proporciones gigantescas, este rasgo debe haber tenido una función diferente.